# Jambalaya

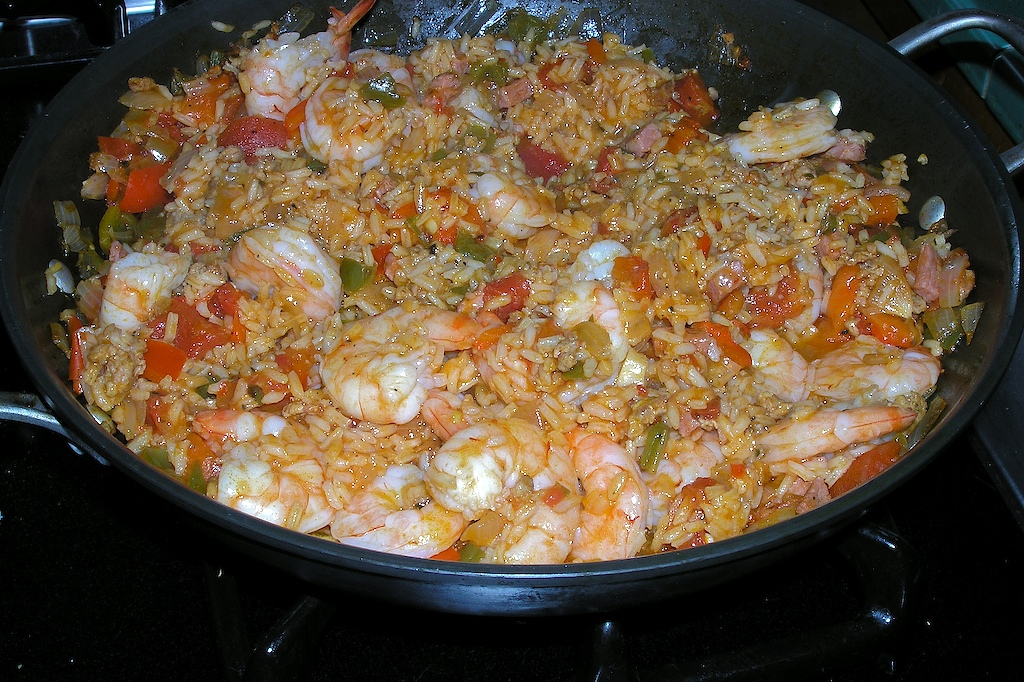
En variant av jambalaya

Jambalaya [ˌdʒʌmbəˈlaɪə] är en familj av risrätter typisk för Cajun-köket och det kreolska köket i Louisiana.
Maträtten liknar och är inspirerad av den spanska paellan, möjligtvis på grund av den spanska dominansen i USA under tiden den uppstod. Men det finns många andra teorier, bland annat att namnet är en kombination av orden jambon (franska för "skinka"), à la (franska för "typ") och ya-ya (västafrikanska för "ris").
Riset blandas tillsammans med grönsaker och kött, och kryddas med den så kallade "heliga treenigheten" i cajunköket; lök, mild grön paprika, och selleri. Köttet kan vara rökt korv (andouille), kyckling, skinka, skaldjur (till exempel räkor eller langust). Tabascosås används ofta för att ge rätten den kryddiga och något sura smaken.
Det finns lika många varianter av jambalaya som kockar som tillagar den. För jambalaya i cajuntappning används en typ av redning (roux), medan den i kreolsk tappning vanligtvis använder tomatsås.